# Nauru Bwiema
"Nauru Bwiema" (tiếng Việt: "Nauru, Quê hương của chúng ta") là quốc ca của Nauru. Lời của bài hát được viết bởi Margaret Hendrie, với phần nhạc do Laurence Henry Hicks sáng tác. Nauru bắt đầu sử dụng bài quốc ca này vào năm 1968, sau khi giành được độc lập.

## Lời
| Tiếng Nauru | Tiếng Việt |
| --- | --- |
| Nauru bwiema, ngabena ma auwe. Ma dedaro bwe dogum, mo otata bet egom. Atsin ngago bwien okor, ama bagadugu Epoa ngabuna ri nan orre bet imur. Ama memag ma nan epodan eredu won engiden, Miyan aema ngeiyin ouge: Nauru eko dogin! | Nauru, quê hương của chúng ta, mảnh đất mà chúng ta yêu quý. Tất cả chúng ta cầu nguyện cho Người và chúng ta cũng ca ngợi tên Người. Từ lâu, Người đã là nhà của những tổ tiên vĩ đại của chúng ta Và sẽ còn cho các thế hệ tiếp theo. Tất cả chúng ta cùng tham gia để tôn vinh lá cờ của Người, Và chúng ta sẽ cùng nhau vui mừng và nói: Nauru trường tồn! |